# Жуберин
Жуберин је опустјело мјесто у општини Невесиње, Република Српска, БиХ. Према попису становништва из 2013. у насељу није било становника.

## Географија
Налази се на 800-1.000 метара надморске висине, површине је 11,81 км2 , удаљено око 21 километар од општинског центра. Припада мјесној заједници Удрежње. Разбијеног је типа, а засеоци су Жуберин и Клепетуша. Смјештено је на крашком терену, са доста ниског растиња и пашњака. Извор Жуборила само зими има воде. Према предању, село је добило име по његовом жуборењу. На локалитету Градина пронађен је тумулус из бронзаног или гвозденог доба. У атару постоји кула из XIX вијека.
Становништво је до 1992. углавном било запослено у Мостару или се бавило пољопривредом. Основна четворогодишња школа радила је 1950-1992. године. Најближе цркве су у селу Удрежње и у Невесињу. У атару од 1950. постоји православно гробље. Село је електрифицирано 1976, а 2006. обновљена је електромрежа. Мјештани су се снабдијевали водом из чатрња и водопоја. Локални пут асфалтиран је 1989. године.

## Историја
Жуберин се као село помиње почетком XIX вијека, када је харала куга. Село је 1879. имало 16 домаћинстава и 166 становника (145 православаца и 21 католика); 1910. - 150 становника; 1953. - 136; 1971. - 95; 1991. - 41 (сви Срби); 2013. - без становника. Због ратних дејстава, тачније током Друге митровданске офанзиве, село је исељено 11. новембра 1994, а послије Одбрамбено-отаџбинског рата 1992-1995. вратио се један мјештанин, који је 2010. напустио село. Током Друге митровданске офанзиве припадници Армије Републике БиХ имали су дјелимичан успијех и успјеле су да овладају селом Жуберин, гдје је био размјештен позадински вод Четвртог батаљона, Невесињске бригаде на Врањевићима. У поподневним часовима истог дана припадници Бојске Републике Српске успјели су да ослободе село.
У Жуберину је живјела српска породица Чабрило (крсна слава Ђурђевдан) и хрватска породица Павловић, која се иселила 1962. године. Породица Чабрило води поријекло из Шуме требињске. Солунски добровољци били су: Бошко, Илија, Лазар, Митар и Спасоје Чабрило. У Другом свјетском рату погинула су три борца Народноослободилачке војске Југославије и два цивила, а у Одбрамбено-отаџбинском рату 1992-1995. године три борца Војске Републике Српске и три цивила које су убили припадници Армије Републике Босне и Херцеговине.

## Становништво
| Демографија | Демографија | Демографија |
| Година      | Становника  | Становника  |
| ----------- | ----------- | ----------- |
| 1879.       | 166         |             |
| 1910.       | 150         |             |
| 1953.       | 136         |             |
| 1961.       | 112         |             |
| 1971.       | 95          |             |
| 1981.       | 63          |             |
| 1991.       | 41          |             |